# Escola Paraíso Futebol Clube
Escola Paraíso Futebol Clube é um clube de futebol brasileiro da cidade de Paraíso do Tocantins, no estado de Tocantins.
Fundado em 1990, profissionalizou-se em 1996. No entanto, fez sua estreia em campeonatos profissionais apenas em 2012, para a disputa da segunda divisão do Campeonato Tocantinense.
Presidido por Miguel Rodrigues Júnior, o clube, cujas cores são azul, amarelo e branco, manda seus jogos no Estádio José Pereira Rego o "Pereirão", cuja capacidade é de 3.500 lugares.

## Desempenho em competições oficiais
Campeonato Tocantinense (2ª Divisão)
| Ano  | 2012 | 2013 |
| Pos. | 3º   | 4º   |
| ---- | ---- | ---- |